# Parnassius acco
A Parnassius acco a rovarok (Insecta) osztályának a lepkék (Lepidoptera) rendjébe, ezen belül a pillangófélék (Papilionidae) családjába tartozó faj.

## Előfordulása
Ázsiában India, Nepál, Kína, Bhután és Pakisztán területén honos.

## Megjelenése
A lepke szárnyfesztávolsága 40–60 milliméter.